# 화성장안초등학교 석포분교
화성장안초등학교 석포분교는 대한민국 경기도 화성시에 있는 공립 초등학교이다.

## 학교 연혁
- 1952. 04. 01 화성장안국민학교 석포분교장인가
- 1963. 03. 10 석포국민학교 개교
- 1965. 01. 25 제1회 졸업식
- 1994. 03. 01 5학급 편성
- 1995. 03. 23 화성장안국민학교 석포분교장 격하
- 1996. 03. 01 화성장안초등학교 석포분교로 개칭
- 2014. 09. 01 제19대 배혜경 교장 취임
- 2015. 02. 13 제51회 졸업식(9명, 총 졸업생 배출 10,927명)
- 2015. 03. 01 6학급(특수1)편성, 유치원 1학급

## 학교 동문
- 이진호